# Pascoal Meirelles
Pascoal de Souza Meirelles (Belo Horizonte, 11 de Setembro de 1944) é um baterista, percussionista, compositor e arranjador brasileiro.

## Biografia
Músico autodidata, começou a carreira de instrumentista tocando em bailes e casas noturnas de Belo Horizonte em 1962.
Dois anos depois, juntamente com o baixista Paulo Horta e com o pianista Helvius Vilela, forma o Tempo Trio, registrando um disco pela gravadora Odeon em 1965. O grupo atuou até 1967.
Em 1969, já morando no Rio de Janeiro, ingressou no grupo de Paulo Moura, onde tocou no primeiro show de retorno da cantora Maysa ao Brasil e seguiu em tour de um ano com a cantora. No conjunto de Osmar Milito inaugurou a casa "Number One". Com Ivan Lins acompanhou o cantor em shows e gravou dois LPs incluindo o sucesso "Madalena".
Durante a década de 1970, acompanhou a cantora Simone ao lado dos músicos Tenório Jr., Chiquito Braga, Fernando Leporace e João de Aquino, em tour de dois meses e meio pelo Canadá e Estados Unidos. Em 1972, acompanhou o cantor Wilson Simonal por três anos incluindo uma turnê pelo México. Em 1975, acompanha por 9 meses a cantora Elis Regina. Participou de gravações de Antonio Carlos e Jocafi, Wilson Simonal, César Costa Filho, Luiz Melodia, J. T. Meirelles, João Bosco, Roberto Ribeiro, Quarteto em Cy, Silvio César, Danilo Caymmi, Edu Lobo, Tom Jobim, entre outros. Em 1977, ganhou uma Bolsa de Estudos para a Berklee College of Music de Boston (EUA), sendo graduado quatro anos depois. Em seguida, entra para banda do cantor e compositor Gonzaguinha, com quem trabalharia durante doze anos.
Nos anos 80, fundou o grupo instrumental Cama de Gato, lançando seis discos. O Cama de Gato comemorou 25 anos de atividade ininterrupta em 2010
Em 1981, gravou o seu primeiro disco "Considerações a Respeito", seguido de "Tambá" (1983), "Anna" (1987), "Paula" (1992), "Considerações" (Coletânea dos três primeiros discos, (1996), "Forró Brabo" (1998) e "Quarenta" (2006) "Tributo à Art Blakey"(2007) " Ostinato" (2009).
Em 1985, participou das gravações dos discos "Malandro", trilha sonora do Filme Ópera do Malandro, de Ruy Guerra, com músicas de Chico Buarque; e do LP "Coração de Estudante", de Wagner Tiso.
Além de músico, Pascoal Meirelles é professor, tendo atuado em cursos de música em Brasília (DF), Ouro Preto (MG), Santa Maria (RS) e Boston (EUA). Atualmente (2011) é chefe do departamento de percussão da Universidade San Francisco de Quito-Berklee Network-Ecuador.
Tem um livro didático publicado: "A Bateria Musical" (2001, Irmãos Vitale) e um DVD "Triunvirato" - uma peça escrita para três bateristas.
Com o Pascoal Meirelles Trio participa dos melhores festivais de jazz em tours internacionais e nacionais.

## Discografia
- Considerações a respeito (1981-Independente)
- Tambá (1983 - Vento de Raio)
- Anna (1987 - Som da Gente)
- Paula (1992 - CID)
- Forró Brabo (1998 - Rob Digital)
- Quarenta (2006 - Rob Digital)
- Tributo à Art Blakey (2007 - Independente)
- Ostinato(2009 - Delira Música)

## Coletânea
- Considerações (1996 - JHO)

## Com o Tempo Trio
- Tempo Trio (1965 - London/Odeon)

## Com o grupo Cama de Gato
- Cama de Gato (1986 - Som da Gente)
- Guerra Fria (1988 - Som da Gente)
- Sanbaíba (1990 - Som da Gente)
- Dança da Lua (1993 - Line Records)
- Amendoim Torrado (1998 - Albatroz)
- Agua de Chuva (2002 - Perfil Musical)

## Participações
- Paulo Moura - "Paulo Moura Hepteto" (1968 - Equipe); "Paulo Moura Quarteto" (1969 - Equipe); "Pilantrocracia" (1971 - Equipe); "Paulo Moura visita Gershwin e Jobim" (1998 - Pau Brasil)
- Ivan Lins - "Ivan Lins, agora…" (1970 - Forma/Philips); "Deixa o trem seguir" (1971 - Forma/Philips)
- Osmar Milito - "…E deixa o relógio andar" (1971 - Som Livre); "Viagem" (1974 - Continental)
- Antonio Carlos e Jocafi - "Cada Segundo" (1972 - RCA Victor); "Antonio Carlos & Jocafi" (1973 - RCA Victor); "Louvado Seja" (1977 - RCA Victor)
- Wilson Simonal - "Se dependesse de mim" (1972 - Philips/Phonogram); "Aí, Malandro…é Bufo no birrolho grinza!" (1973 - Philips/Phonogram)
- Luiz Melodia - "Pérola Negra" (1973 - Philips/Phonogram)
- César Costa Filho - "E os sambas viverão" (1973 - RCA Victor)
- J. T. Meirelles - "Brazilian Explosion" (1974 - Odeon)
- Copinha - "Jubileu de Ouro" (1975 - Som Livre)
- João Bosco - "Caça a raposa" (1975 - RCA Victor); "Galos de Briga" (1976 - RCA Victor); "Tiro de Misericórdia" (1977 - RCA Victor)
- Marku Ribas - "Marku" (1976 - Underground/Copacabana)
- Quarteto em Cy - "Antologia do Samba Canção" (1975 - Philips/Phonogram); "Antologia do Samba Canção - Vol.2" (1976 - Philips/Phonogram)
- Dominguinhos - "O Forró de Dominguinhos" (1975 - Philips/Phonogram); "Domingo Menino Dominguinhos" (1976 - Philips/Phonogram)
- Roberto Ribeiro - "Arrasta Povo" (1976 - EMI-Odeon)
- Sérgio Sampaio - "Tem que Acontecer" (1976 - Continental)
- Norma Benguell - "Norma canta mulheres" (1977 - Elenco/Phonogram)
- Walter Queiroz - "Filho do Povo" (1977 - Philips/Phonogram)
- Sílvio César - "Som e Palavras" (1977 - RCA Victor)
- Martinho da Vila - "Presente" (1977 - RCA Victor); "Martinho da Vida" (1990 - CBS)
- Danilo Caymmi - "Cheiro Verde" (1977 - Independente)
- Nivaldo Ornelas - "MPBC" (1978 - Philips/Phonogram)
- Edu Lobo - "Camaleão" (1978 - Philips/Phonogram), "Jogos de Dança" (1981 - Som Livre); "O Grande Circo Místico" (1982 - Som Livre)
- Chico Buarque - "Ópera do Malandro" (1979 - Philips/Polygram); "Malandro" (1985 - Barclay)
- Tom Jobim - "Terra Brasilis" (1980 - Warner Bros.)
- Hélio Delmiro - "Emotiva" (1980 - EMI-Odeon)
- Fátima Guedes - "Fátima Guedes" (1980 - EMI-Odeon)
- Celso Mendes - "Frevo de Índio" (1980 - Coomusa)
- Célia Vaz - "MPBC - Mutação" (1981 - Philips/Polygram)
- Gonzaguinha - "De volta ao começo" (1980 - EMI-Odeon); "Coisa mais maior de grande - Pessoa" (1981 - EMI-Odeon); "Caminhos do Coração" (1982 - EMI-Odeon); "Alô, Alô, Brasil" (1983 - EMI-Odeon); "Grávido" (1984 - EMI-Odeon); "Olho de Lince - Trabalho de Parto" (1985 - EMI-Odeon); "Geral" (1987 - EMI-Odeon); "Corações Marginais" (1988 - Moleque/WEA)
- Fredera - "Aurora Vermelha" (1981 - Som da Gente)
- Nara Leão - "Romance Popular" (1981 - Philips/Polygram)
- Jorge Degas e Marcelo Salazar - "União" (1982 - Independente)
- Diversos Intérpretes - "Plunct Plact Zuum" (1983 - Som Livre)
- Beth Carvalho - "Das bençãos que virão com os novos amanhãs" (1985 - RCA Victor)
- Wagner Tiso - "Coração de Estudante" (1985 - Barclay)
- Verônica Sabino - "Metamorfose" (1985 - Philips/Polygram)
- Lula Barbosa - "Os Tempos São Outros" (1986 - CBS)
- Tunai - "Sobrou pra mim" (1988 - Paralelo)
- Mauro Senise - "Mauro Senise" (1988 - Visom Digital/Edições Paulinas)
- Marcos Resende - "Nonchalance" (1990 - Maracujazz)